# اريك ملفين
اريك ملفين (بالإنجليزية: Eric Melvin)‏ هو عازف قيثارة ومغني ورائد أعمال أمريكي، ولد في 9 يوليو 1966 في ذا برونكس في الولايات المتحدة.

## وصلات خارجية
- الموقع الرسمي
- اريك ملفين على موقع ميوزك برينز (الإنجليزية)
- اريك ملفين على موقع ديسكوغز (الإنجليزية)